# Мадера-Ейкерс (Каліфорнія)
Мадера-Ейкерс (англ. Madera Acres) — переписна місцевість (CDP) в США, в окрузі Мадера штату Каліфорнія. Населення — 9162 особи (2020).

## Географія
Мадера-Ейкерс розташована за координатами 37°0′44″ пн. ш. 120°4′48″ зх. д. / 37.01222° пн. ш. 120.08000° зх. д. (37.012289, -120.079894).  За даними Бюро перепису населення США в 2010 році переписна місцевість мала площу 18,85 км², уся площа — суходіл.

## Демографія
Згідно з переписом 2010 року, у переписній місцевості мешкали 9163 особи в 2411 домогосподарстві у складі 2133 родин. Густота населення становила 486 осіб/км².  Було 2540 помешкань (135/км²).
Расовий склад населення:
| - 63,7 % — білих - 2,6 % — чорних або афроамериканців - 1,8 % — корінних американців - 1,2 % — азіатів - 0,1 % — вихідців з тихоокеанських островів - 26,7 % — осіб інших рас |

До двох чи більше рас належало 3,9 %. Частка іспаномовних становила 65,3 % від усіх жителів.
За віковим діапазоном населення розподілялося таким чином: 31,7 % — особи молодші 18 років, 59,8 % — особи у віці 18—64 років, 8,5 % — особи у віці 65 років та старші. Медіана віку мешканця становила 31,0 року. На 100 осіб жіночої статі у переписній місцевості припадало 101,1 чоловіків;  на 100 жінок у віці від 18 років та старших — 101,4 чоловіків також старших 18 років.
Середній дохід на одне домашнє господарство  становив 81 729 доларів США (медіана — 61 573), а середній дохід на одну сім'ю — 84 762 долари (медіана — 63 802). Медіана доходів становила 45 074 долари для чоловіків та 31 815 доларів для жінок. За межею бідності перебувало 13,3 % осіб, у тому числі 17,4 % дітей у віці до 18 років та 7,2 % осіб у віці 65 років та старших.
Цивільне працевлаштоване населення становило 4331 осіб. Основні галузі зайнятості: освіта, охорона здоров'я та соціальна допомога — 25,1 %, виробництво — 11,7 %, роздрібна торгівля — 8,6 %, публічна адміністрація — 8,3 %.